# International Organization for a Participatory Society
Die International Organization for a Participatory Society (Internationale Organisation für eine partizipatorische Gesellschaft) (IOPS) ist eine Organisation mit dem Ziel einer partizipatorischen Gesellschaft. Sie vertritt Werte wie Kollektive Selbstverwaltung, Egalitarismus, Solidarität, Diversität, Ökologische Verantwortung und Internationalismus.
Die IOPS wurde im Januar 2012 gegründet und hatte im Dezember 2013 3395 Mitglieder aus 101 Ländern.
Der vorläufige Ausschuss besteht aus den bekannten Mitgliedern Ezequiel Adamovsky, Michael Albert, Stanley Aronowitz †, Elaine Bernard, Patrick Bond, Noam Chomsky, Maya Evans, Eva Golinger, David Graeber †, Andrej Grubacic, David Harvey, Pat Korte, John Pilger †, Vijay Prashad, Lydia Sargent, Boaventura de Sousa Santos, Steve Shalom, Vandana Shiva, Paul Street und Chico Whitaker.
Die IOPS ist eng verbunden mit dem Weltsozialforum sowie der Occupybewegung.